# Polonid olovnatý
Polonid olovnatý je anorganická sloučenina se vzorcem PbPo, patřící mezi polonidy. V přírodě se vytváří z olova vzniklého alfa rozpadem polonia.

## Příprava
Polonid olovnatý lze připravit reakcí par polonia s olovem za nízkého tlaku.

## Vlastnosti
Polonid olovnatý má strukturu chloridu sodného, stejně jako tellurid olovnatý; krychlovou s mřížkovou konstantou a = 659 pm.